# 秋山孝ポスター美術館長岡
秋山孝ポスター美術館長岡（あきやまたかしポスターびじゅつかんながおか）は新潟県長岡市にある、ポスターやイラストレーションを国際的に研究する美術館である。

## 概要
大正14年（1925年）に建造され、長らく北越銀行等として用いられてきた歴史的な建物を改修して2009年7月12日に開館した美術館であり、長岡市の都市景観賞や新潟県建築士事務所協会の奨励賞を受賞している。ポスター専門の美術館は世界的にも珍しい。長岡市出身のグラフィックデザイナーである秋山孝の作品を展示するほか、研究発表や教育を目的とした展覧会を年3回開催し、「美術館大学」と題した講演会を年5回開講する。
11月から3月までは研究調査、展示準備のため閉館するので、開館期間は4月から10月までと限られる。